# Maria Verónica Reina
Maria Verónica Reina (1963 - 27 de outubro de 2017) foi uma psicóloga e ativista argentina que fez campanha internacional pelos direitos das pessoas com deficiência. Representando o Consórcio Internacional para Deficiência e Desenvolvimento, ela foi uma das principais contribuidoras para as  negociações da Convenção das Nações Unidas sobre os Direitos das Pessoas com Deficiência.

## Biografia
Nascida na Argentina no início dos anos 60, Maria Verónica Reina sofreu um acidente de carro aos 17 anos, quando estava no último ano da escola. Depois de um período no hospital, ela conseguiu concluir sua escolaridade. Ela esperava se tornar professora, mas não conseguiu ingressas para estudar para ser educadora, pois as pessoas com deficiência não estavam autorizadas a lecionar na Argentina. Ela conseguiu superar essas dificuldades, optando pela psicologia educacional, formando-se na Universidade Católica de Santa Fe em Educação Especial para a Integração Escolar. Em seguida, ela fez um mestrado em Ensino e Ensino Abertos e a Distância pela Universidade Nacional de Educação a Distância da Espanha.

## Carreira
Reina trabalhou em uma variedade de instituições, incluindo o Instituto Universitário San Martin em Rosario, Argentina; a Organização Argentina de Pessoas com Deficiência, Cilsa; o Centro de Reabilitação Internacional, Chicago (1997) Instituto de Defesa Internacional da Deficiência; o Instituto de Cooperação e Desenvolvimento Internacional ; o Instituto Internacional de Defesa da Deficiência; e o Centro de Reabilitação Internacional.
Ela foi diretora de projetos internacionais no Burton Blatt Institute (BBI) da Syracuse University, em Washington DC, a partir de 2006. Em 2008, com o apoio do BBI e do Banco Mundial, foi nomeada como a primeira diretora executiva da Parceria Global para Deficiência e Desenvolvimento. A parceria promoveu a inclusão de pessoas com deficiência em políticas e práticas por meio de agências de desenvolvimento. Ela foi particularmente ativa no Comitê Ad Hoc das Nações Unidas para a Convenção sobre Deficiência.
Nas negociações da Convenção da ONU, ela incluiu as organizações de pessoas com deficiência em seu compromisso com os direitos humanos universais para pessoas com deficiência em um mundo inclusivo, acessível e sustentável. ComoCoordenadora do International Disability Caucus, ela representou pessoas com deficiência durante as negociações. Ela efetivamente moderou as comunicações e alcançou consenso entre as partes interessadas com interesses diferentes. Ela presidiu reuniões e conferências, moderou as comunicações e coordenou a documentação de tradução e distribuição em espanhol para a América Latina.
Nos meses antes de sua morte, ela auxiliou o Grupo de Partes Interessadas de Pessoas com Deficiência, sob a Aliança Internacional para Deficiências . Em uma reunião das Nações Unidas em Buenos Aires, ela procurou reforçar o papel da comunidade de pessoas com deficiência na implementação da Convenção sobre os Direitos das Pessoas com Deficiência.
 

Maria Verónica Reina morreu em sua cidade natal, Rosario, em 27 de outubro de 2017. Ela tinha 54 anos.